# Jargalant (Khövsgöl)
Pour les articles homonymes, voir Jargalant.
Jargalant (mongol en écriture cyrillique : Жаргалант сум) est un Sum (district) de Mongolie dans la province de Khövsgöl.